# Vaulx (Haute-Savoie)
Vaulx ist eine französische Gemeinde im Département Haute-Savoie in der Region Auvergne-Rhône-Alpes.

## Geographie
Vaulx liegt auf 540 m, etwa elf Kilometer westnordwestlich der Stadt Annecy (Luftlinie). Das Bauerndorf erstreckt sich im nördlichen Albanais, in einem nördlichen Seitental des Fier, in der Hügellandschaft, die sich zwischen den Tälern von Fier und Usses ausbreitet.
Die Fläche des 11,19 km² großen Gemeindegebiets umfasst einen Abschnitt des Genevois. Die südliche Grenze verläuft entlang dem Fier, der hier aus einem schluchtartig eingeschnittenen Tal (Gorges du Fier) in eine offene Talniederung hinaustritt. Vom Flusslauf erstreckt sich das Gemeindeareal nordwärts in die angrenzende gewellte Hügellandschaft, die durch mehrere kurze Bäche in Erosionstälern zum Fier entwässert wird. Westlich von Vaulx befindet sich ein Hochplateau. Daran schließen sich im Norden teils mit Wiesland bedeckte, teils bewaldete Hügel an. Auf der Höhe bei Sallongy wird mit 712 m die höchste Erhebung von Vaulx erreicht.
Zu Vaulx gehören neben dem eigentlichen Ortskern auch verschiedene Weilersiedlungen und Gehöfte, darunter: 
- Fond Dessous (440 m) am Talhang nördlich des Fier
- Bellossy (500 m) am Rand des Hochplateaus nördlich des Fier
- Contamine (485 m) am Rand des Hochplateaus nördlich des Fier
- Lagnat (510 m) auf dem Hochplateau nördlich des Fier
- Mornaz (550 m) auf einem Geländevorsprung östlich des Dorfes
- Le Biolley (580 m)
- Frênes Dessous (620 m) auf einem Sattel nördlich des Dorfes

Nachbargemeinden von Vaulx sind Thusy und Sillingy im Norden, Nonglard und Lovagny im Osten, Étercy im Süden sowie Hauteville-sur-Fier und Saint-Eusèbe im Westen.

## Geschichte
Seit dem 12. Jahrhundert gehörte Vaulx dem Priorat Saint-Victor in Genf. Bis 1872 galt offiziell die Schreibweise Veaux. Der Ortsname geht auf das altfranzösische Wort vaul (Tal) zurück.

## Sehenswürdigkeiten
Die Dorfkirche wurde 1899 im Stil der Neugotik erbaut. In mehreren Weilern befinden sich Kapellen, nämlich Notre-Dame de la Conception (von 1848) in Le Biolley, Mère de Dieu (von 1860) in Frênes Dessous und Immaculée-Conception (von 1851) in Fond Dessous. Ferner gibt es auf dem Gemeindegebiet verschiedene Herrschaftssitze, darunter das Maison forte von Frênes Dessous, das im 15. Jahrhundert erbaut und 1810 umgestaltet wurde. Als besondere Sehenswürdigkeit gelten die Jardins Secrets von Vaulx, ein Mosaik von Gärten verschiedener Stilrichtungen auf einer Fläche von rund 7000 m².

## Bevölkerung
| Jahr                       | 1962 | 1968 | 1975 | 1982 | 1990 | 1999 | 2005 |
| Einwohner                  | 432  | 419  | 413  | 508  | 562  | 738  | 797  |
| Quellen: Cassini und INSEE |      |      |      |      |      |      |      |

Mit 1080 Einwohnern (Stand 1. Januar 2022) gehört Vaulx zu den kleinen Gemeinden des Département Haute-Savoie. Im Verlauf des 19. und 20. Jahrhunderts nahm die Einwohnerzahl aufgrund starker Abwanderung kontinuierlich ab (1861 wurden in Vaulx noch 958 Einwohner gezählt). Seit Mitte der 1970er Jahre wurde jedoch wieder eine deutliche Bevölkerungszunahme verzeichnet.

## Wirtschaft und Infrastruktur
Vaulx ist noch heute ein vorwiegend durch die Landwirtschaft geprägtes Dorf. Daneben gibt es einige Betriebe des lokalen Kleingewerbes. Viele Erwerbstätige sind Wegpendler, die in den größeren Ortschaften der Umgebung sowie im Raum Annecy ihrer Arbeit nachgehen.
Die Ortschaft liegt abseits der größeren Durchgangsstraßen, ist aber von der Departementsstraße D14, die von Annecy nach Seyssel führt, leicht erreichbar. Weitere Straßenverbindungen bestehen mit Saint-Eusèbe und Sillingy. Der nächste Anschluss an die Autobahn A41 befindet sich in einer Entfernung von rund 13 km.